# Waituna

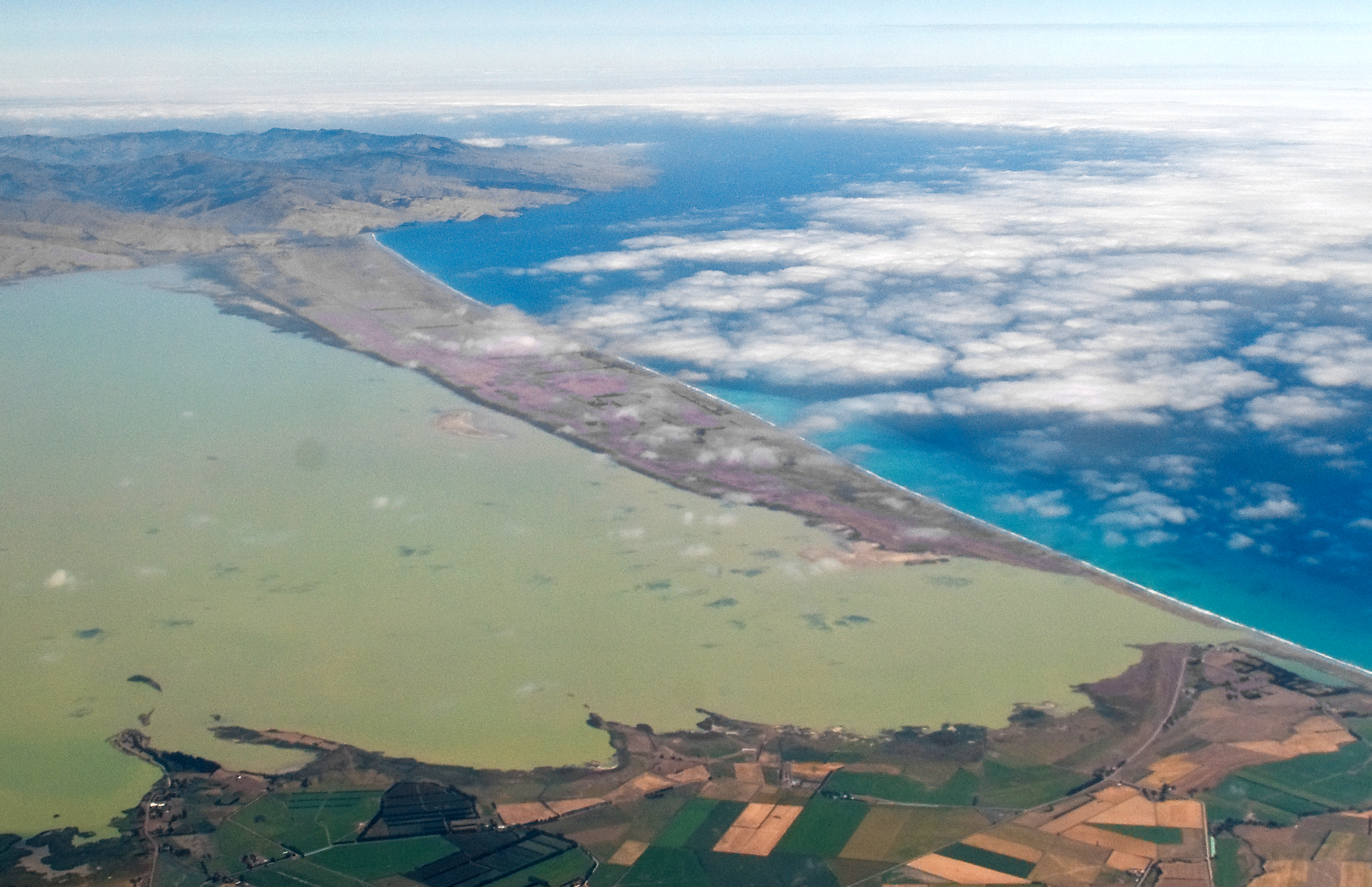
El lago Ellesmere/Te Waihora, es un "lago" costero efímero en las llanuras de Canterbury. Cualquier apertura natural al mar está bloqueada por Kaitorete Spit

Una waituna es una laguna costera de agua dulce en una playa mixta de arena y grava, formada donde un río trenzado se encuentra con una costa afectada por la deriva litoral. Este tipo de cuerpo de agua no es un verdadero lago, laguna o estuario.
Esta clasificación la diferencia de una hapua, un tipo de laguna de desembocadura. Tanto el waituna como el hapua son raros en todo el mundo, pero comunes en Nueva Zelanda, donde se consideran ecológicamente importantes como sitios de recolección de alimentos tradicionales maoríes, así como por su diversidad de especies de peces y aves.
En Nueva Zelanda, las waitunas forman una cadena interconectada de hábitats que se extiende a lo largo de la costa este de la Isla Sur: desde la laguna Wairua y el lago Grassmere en la región de Marlborough, a través de Te Waihora / Ellesmere y Coopers Lagoon en el centro de Canterbury, y las lagunas Washdyke y Wainono en South Canterbury, a la laguna de Waituna en Southland. Esta última es uno de los mejores ejemplos.
El nombre se traduce como "agua de anguilas".

## Diferencia entre un hapua y un waituna

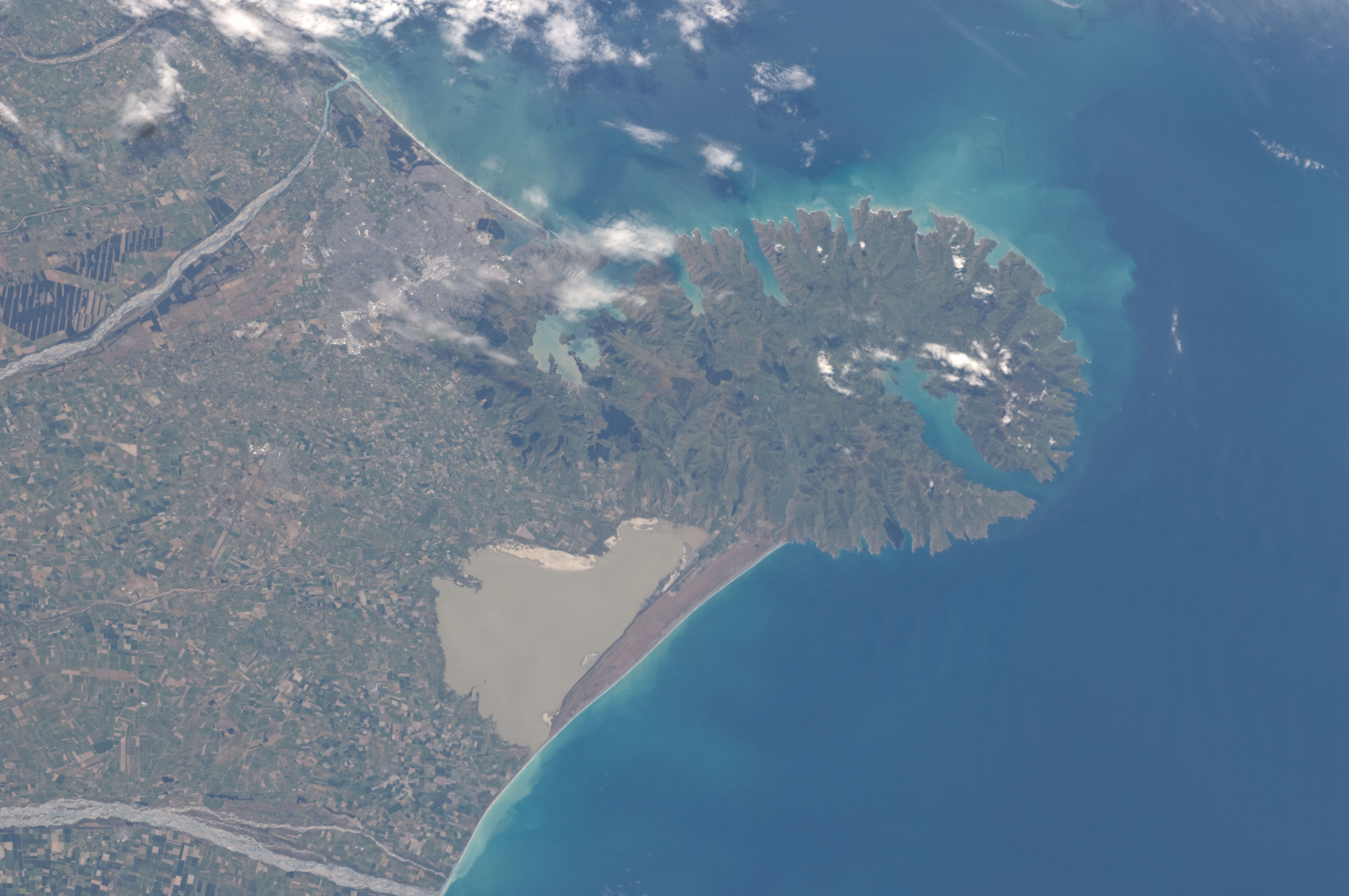
Imagen satelital de la NASA del lago Ellesmere / Te Waihora

Tanto waitunas como hapuas son alimentadas por pequeños ríos que desembocan en una playa mixta de arena y grava, en una costa dominada por olas erosionadas, con una fuerte deriva litoral.
Los hapua son lagunas de desembocadura de río de larga vida, mientras que los waituna son "lagos" costeros efímeros que no persisten en el tiempo geológico.
Los hapua persisten porque la desembocadura del río se tuerce y forma acantilados a diario, mientras que los waituna se forman cuando la grava crea una barrera que impide el drenaje del agua dulce. Las aberturas naturales a través de la barrera son raras, aunque las aberturas artificiales son comunes. Con el tiempo geológico, siempre que los procesos costeros naturales puedan operar sin impedimentos, el "lago" se inunda y se llena, o la barrera desaparece con la erosión costera.